# Ў
Das Ў (kleingeschrieben ў, belaruss. у нескладовае (u neskladowaje) = kurzes Ŭ) ist der zweiundzwanzigste Buchstabe des belarussischen Alphabets, bestehend aus einem У mit Breve. Seine Entsprechung im belarussischen Lateinalphabet ist Ŭŭ. Phonetisch zeigt er ein konsonantisches u an – vergleichbar mit dem polnischen ł oder dem w im Englischen. Etymologisch steht er an Positionen, an denen in anderen slawischen Sprachen v bzw. l steht.
In der usbekischen Sprache wurde dieses Zeichen bis zur Einführung des Lateinalphabets in den 1990er-Jahren ebenfalls verwendet, wo es den ungerundeten halbgeschlossenen Hinterzungenvokal /⁠ɤ⁠/ repräsentierte. In der Lateinschrift wurde das ў durch oʻ ersetzt (Beispiel: Ўзбекистон → Oʻzbekiston). Ebenfalls in Verwendung war das ў in der karakalpakischen Sprache, wo es den labialisierten stimmhaften velaren Approximanten /⁠w⁠/ darstellte und in der Lateinschrift durch w ersetzt wird.

## Beispiele
| belarussisch-kyrillisch:   | паабяцаў  | даляраў  |
| belarussisch-lateinisch:   | paabiacaŭ | dalaraŭ  |
| russisch:                  | пообещал  | долларов |
| russisch (transliteriert): | poobeščal | dollarov |
| deutsch (übersetzt):       | versprach | Dollar   |

## Zeichenkodierung
| Standard  | Standard    | Majuskel Ў                      | Minuskel ў                    |
| --------- | ----------- | ------------------------------- | ----------------------------- |
| Unicode   | Codepoint   | U+040E                          | U+045E                        |
| Unicode   | Name        | CYRILLIC CAPITAL LETTER SHORT U | CYRILLIC SMALL LETTER SHORT U |
| UTF-8     | UTF-8       | D0 8E                           | D1 9E                         |
| XML/XHTML | dezimal     | &#1038;                         | &#1118;                       |
| XML/XHTML | hexadezimal | &#x040E;                        | &#x045E;                      |